# Астрильд-мурахоїд
Астри́льд-мурахоїд (Parmoptila) — рід горобцеподібних птахів родини астрильдових (Estrildidae). Представники цього роду мешкають в Західній і Центральній Африці.

## Види
Виділяють три види:
- Астрильд-мурахоїд червонолобий (Parmoptila rubrifrons)
- Астрильд-мурахоїд рудощокий (Parmoptila woodhousei)
- Астрильд-мурахоїд рудогрудий (Parmoptila jamesoni)[5]

## Етимологія
Наукова назва роду Parmoptila походить від сполучення слів дав.-гр. παρμη — малий, округлий щит і πτιλον — перо.